# キミイロフォーカス
『キミイロフォーカス』は、千明太郎による日本の漫画。『月刊少年チャンピオン』（秋田書店）にて2009年8月号から2012年11月号まで連載された。

## 概要
英彩高校の写真部を舞台にしたセクシーなポートレート写真の撮影がテーマのラブコメディ。主人公の人格が切り替わったような強引な撮影により、女性の感情を揺さぶることで魅力を引き上げるアイドルメーカーとしての活躍と、その被写体となった女性たちの主人公に対する思いを描いている。

## 登場人物
花園 大路（はなぞの おおじ）
本作の主人公。眼鏡をかけたおとなしい印象で報道写真家を志望する高校1年生、蘭に惹かれて入部した写真部で菫のポートレートを撮影するよう促される。その際、撮影中の感情の高ぶりから無意識に眼鏡を外すと人格が変わったような振る舞いを見せるようになる。一度そうなると、いい写真を撮るためには手段を選ばなくなり、周囲にはまったく配慮などしない。それどころか、他人をいくら傷付けようと苦しめようといっこうに平気で、強姦や殺人すら平然とやりかねない、最悪のマッドアーティストと化してしまう。普段とは違う口ぶりと熱視線をもって菫を撮影した写真が、全国高校写真コンクールで金賞を獲得。これがきっかけとなりさまざまなヒロインたちと撮影を通じて接点を持つようになる。E40Xという初心者向け一眼レフをストラップなしで使いこなす。
大嶽 菫（おおたけ すみれ）
大路とは古くからの幼なじみで本作のメインヒロイン。素直になれず口より先に手が出ることもあるが、大路に強い好意を持っておりその言動に一喜一憂している。撮影を通じて知り合う女性が増えていく大路に対して、嫉妬することもしばしば。特に大路が蘭のことに惹かれて写真部に入部したことを知っているため、態度が変わってきた蘭に対して特に警戒している。最終回では大路と交際しているとおぼしき描写となっている。
高嶺 蘭（たかねの らん）
大路が懸想している相手。写真部の部長だが作中では撮影している姿はほとんどない。それどころかアイドルプロデュースを夢に「プロジェクトRUN」という名称で西東京ローカル美少女の発掘ブログで活動している。大路をカメラマンとして引き込もうと間接キスを餌に釣るような真似をするが、自身が被写体となった際に乗せられてしまい、大路に全裸のポートレートを撮影されたことで以後、彼を意識するようになっていく。初期は先輩らしい年上な雰囲気で描写されていたが、8巻以後では外見が幼く描かれるようになっており、もはや別人のようになっていた。
春咲 蕾（はるさき つぼみ）
中等部3年D組所属、グラビアアイドルコンテストに応募するため大路に撮影をしてほしいとお願いしてくる。撮影のため交流していくうちに大路へガチの告白をしてしまうが、それらは撮影のための偽装行為だったと知り、大路をボコボコにした。それ以後は、写真部にモデルとして入部、次第にマスコットキャラ的なポジションに収まっていく。応募作品は過激すぎてグランプリは取れず、審査員特別賞（10万円）止まりとなったが事実上の金賞と周辺には評された。
三島 百合（みしま ゆり）
蕾の友人でSM好きの文学少女、自らSM官能小説を書くべく自己緊縛していたところ、大路と遭遇し自らの性癖を自覚するようになった。後に文化祭で自己出版したが則子に目をつけられた。最終巻ではダリアに対するSM行為の知識担当として参加。
黒沼 蓮（くろぬま れん）
写真部の2年生。幼い頃のトラウマが元でルックスに劣等感を持っており、ドールの写真をメインにブログで活動している。普段は大きな丸めがねをしているが外すと美少女。部長の蘭を敬愛しているが、蘭が大路に入れ込んでいる状況にめがねを外して失意に沈んでいるところを、腰にタオルを巻いただけの大路に言い寄られ、浴衣を大きくはだけた下着姿のポートレートを撮影される。それ以後、大路を意識するようになっていく。当初、大路は蓮と気づかずに撮影しており、蓮以外の女性たちは「初対面の女性にここまでの撮影をするのか」と戦慄せしめた。
裏庭 牡丹（うらば ぼたん）
写真部所属、主に風景や小動物などを撮影するが、楽しんでいる仲間と一緒になって自分も楽しみながら周囲の人たちを撮影したいと思いつつ、中々行動に移せなかった。大路の計らいによって部員たちの輪の中に入れるようになった。その際のお礼として部長の技を盗んでなめかけの棒キャンディを大路の口に突っ込んだ。作中登場する写真部女性の中では、唯一大路に言い寄られてあられもないポートレートを撮影されていない。
薮中 忍（やぶなか しのぶ）
黒髪超ロングツインテールで元写真部。背丈ほどの長い望遠レンズと改造一眼レフE7を三脚なしで使用。蘭に切り捨てられたと思い込んでおり、部から離脱した後は報道部に所属しダリアの下で望遠からスクープ撮影をしつつ、菫の着替えの盗撮および中傷の嫌がらせまで行った。大路に自宅のガラスを割って侵入され半裸で寝ている姿を散々撮影される。その後、自分が蘭に捨てられた経緯を大路に告白、最終的に蘭と和解に成功したのち写真部へ再入部した。撮影者としての大路を彼氏にしたいくらい気に入っている。
ダリア
報道部部長。忍のパートナーで、学園ゴシップをネタに金稼ぎをおこなっていたが、忍が写真部に戻った際に解消となった。逆恨みから復讐しようとするも、柊教師にお仕置きをされる。その後、紫乃と組んで写真部を廃部に追い込んだが、大路の手によりハニートラップにかけられ洗いざらい吐かされる。言動や性的嗜好からレズビアンのようである。
柊 則子（ひいらぎのりこ）
高等部1年生、文化祭実行委員を勤める。姉にあこがれて同じように文化祭の実行委員をしたいと参加したが、面倒な規則を周囲に押しつけ融通を利かせなかったことで、反感を買ってしまい立ちゆかなくなる。写真部の書類提出ミスを挽回するため、大路が則子にねこ耳コスプレによる「萌え」を提案し無事に文化祭を行うことができた。保健教師兼写真部顧問の柊教諭の娘。
平本 綾（ひらもと あや）
3年E組（芸能クラス）で陸上部所属、平野綾子名義でアイドル声優として活躍している。プライベートフォトを撮影する企画に大路がスカウトされたことで、大路を知るために自らの素性を伏せて放課後デートに誘うが、結果的には大路の好きなように撮影されてしまう。写真集はヒットし大路にキスするが、その後は特にエピソードもなく最終巻ではダリアへのハニートラップ要員としての参加。
藤村 真澄（ふじむら ますみ）
撮影手法の模倣でコンテストに入賞しており、文化祭の際に大路を訪ねてくる。麗菜を大路のように撮影したかったとのことだったが、逆に大路の手で麗菜を撮影されてしまい、自分の強い感情をさらけ出させられた。実際にはみっともない顔の真澄ばかりが撮影されていたが、それこそが大路の撮影手法でもあった。
宮園 麗菜（みやぞの れな）
真澄の友人で有名モデル。大路の撮影する写真のファンでもある。最終巻でダリアへのハニートラップ要員2号として登場。
板倉 紫乃（いたくら しの）
高等部2年生、生徒会副会長で次期生徒会長選挙に立候補していた。廃部にされた写真部復活との交換条件で選挙ポスター撮影を大路が行い見事に当選をはたす。なお、撮影されたポスターはS嬢のコスプレ。この一件で大路に興味を持つようになる。
渚
大路が部長経由にて受けた、出版社の地方美少女発掘企画の際に出会った英国人ハーフ海女。母は家を出て英国に在住しており、それを追いかけたいと思っていた。お金が必要なんだろう？とゲス顔で提案した大路によりほぼ全裸を撮影された。のちにテキヤとして再登場する。

## 書誌情報
- 千明太郎『キミイロフォーカス』 秋田書店〈少年チャンピオン・コミックス〉、全10巻
  1. 2009年11月6日発売、ISBN 978-4-253-21585-5
  2. 2010年3月8日発売、ISBN 978-4-253-21586-2
  3. 2010年7月8日発売、ISBN 978-4-253-21587-9
  4. 2010年11月8日発売、ISBN 978-4-253-21588-6
  5. 2011年3月8日発売、ISBN 978-4-253-21589-3
  6. 2011年7月8日発売、ISBN 978-4-253-21590-9
  7. 2011年12月8日発売、ISBN 978-4-253-21591-6
  8. 2012年4月6日発売、ISBN 978-4-253-21592-3
  9. 2012年8月8日発売、ISBN 978-4-253-21593-0
  10. 2012年11月8日発売、ISBN 978-4-253-21594-7